# 寵一鏡
金武大按司志良禮（？—1624年11月9日），童名思戶金，號一鏡，戒名一鏡妙圓，琉球國第二尚氏王朝王室成員，為尚豐王的生母。
一鏡是寵良璧（上間親方長胤）之女，嫁給金武御殿第一代當主尚久為妻。萬曆四十八年（1620年）尚寧王薨，因無嗣，由一鏡的兒子尚豐繼位。天啓四年甲子九月二十九日（1624年11月9日）卒，葬於金武按司墓。尚豐王派和尚為之祈求冥福，命三司官金應照（具志頭親方安之）、向鶴齡（國頭親方朝致）、孟歸仁（今歸仁親方宗能）豎立石碑以紀念其事。這面石碑名為「本覺山碑」，碑文由圓覺寺住持藍玉宗田撰寫，至今仍豎立在那霸市首里山川町。
乾隆二十四年己卯十一月二十一日（1760年1月8日），移葬於西玉陵。